# Mario Dolder
Mario Dolder (ur. 22 czerwca 1990 w Langnau im Emmental) – szwajcarski biathlonista, uczestnik igrzysk olimpijskich i wielokrotny mistrzostw świata.
Podwójny złoty medalista Zimowych igrzysk wojskowych w Annecy (2013) w biegu patrolowym na 25 km i w biathlonie drużynowo.

## Osiągnięcia

### Igrzyska olimpijskie
| Rok  | Miejscowość | Konkurencje | Konkurencje | Konkurencje | Konkurencje | Konkurencje | Konkurencje | Konkurencje |
| Rok  | Miejscowość | IN          | SP          | PU          | MS          | RL          | MR          | SR          |
| ---- | ----------- | ----------- | ----------- | ----------- | ----------- | ----------- | ----------- | ----------- |
| 2018 | Pyeongchang | 49.         | 64.         | –           | –           | 15.         | –           | nd.         |

### Mistrzostwa świata
| Rok  | Miejscowość          | Konkurencje | Konkurencje | Konkurencje | Konkurencje | Konkurencje | Konkurencje | Konkurencje |
| Rok  | Miejscowość          | IN          | SP          | PU          | MS          | RL          | MR          | SR          |
| ---- | -------------------- | ----------- | ----------- | ----------- | ----------- | ----------- | ----------- | ----------- |
| 2012 | Ruhpolding           | 64.         | –           | –           | –           | –           | –           | nd.         |
| 2013 | Nové Město na Moravě | 57.         | 78.         | –           | –           | 17.         | –           | nd.         |
| 2015 | Kontiolahti          | 92.         | 28.         | 32.         | –           | 7.          | 13.         | nd.         |
| 2016 | Oslo                 | 74.         | 66.         | –           | –           | 10.         | –           | nd.         |
| 2017 | Hochfilzen           | 64.         | 15.         | 29.         | 30.         | 16.         | –           | nd.         |
| 2019 | Östersund            | 87.         | –           | –           | –           | 11.         | –           | –           |
| 2020 | Anterselva           | dns.        | 38.         | 36.         | –           | 25.         | –           | –           |

### Mistrzostwa świata juniorów
| Rok  | Miejscowość          | Konkurencje | Konkurencje | Konkurencje | Konkurencje | Konkurencje | Konkurencje | Konkurencje |
| Rok  | Miejscowość          | IN          | SP          | PU          | MS          | RL          | MR          | SR          |
| ---- | -------------------- | ----------- | ----------- | ----------- | ----------- | ----------- | ----------- | ----------- |
| 2010 | Torsby               | 7.          | 35.         | 14.         | –           | –           | nd.         | nd.         |
| 2011 | Nové Město na Moravě | 65.         | 55.         | 48.         | –           | 14.         | nd.         | nd.         |

### Mistrzostwa Europy
| Rok  | Miejscowość          | Konkurencje | Konkurencje | Konkurencje | Konkurencje | Konkurencje | Konkurencje | Konkurencje |
| Rok  | Miejscowość          | IN          | SP          | PU          | MS          | RL          | MR          | SR          |
| ---- | -------------------- | ----------- | ----------- | ----------- | ----------- | ----------- | ----------- | ----------- |
| 2011 | Ridnaun              | 25.         | 13.         | 34.         | –           | –           | 5.          | nd.         |
| 2012 | Osrblie              | 9.          | 17.         | 30.         | –           | –           | –           | nd.         |
| 2013 | Bansko               | 32.         | 17.         | 8.          | –           | –           | –           | nd.         |
| 2014 | Nové Město na Moravě | 56.         | 49.         | 52.         | –           | 13.         | –           | nd.         |

### Puchar Świata

#### Miejsca w klasyfikacji generalnej
| Sezon     | Miejsce |
| --------- | ------- |
| 2011/2012 | 98.     |
| 2012/2013 | 64.     |
| 2013/2014 | 96.     |
| 2014/2015 | 46.     |
| 2015/2016 | 69.     |
| 2016/2017 | 49.     |
| 2017/2018 | 51.     |
| 2018/2019 | 73.     |
| 2019/2020 | 68.     |